# Tupãssi
Tupãssi är en kommun i Brasilien.   Den ligger i delstaten Paraná, i den södra delen av landet, 1 100 km sydväst om huvudstaden Brasília. Antalet invånare är 7 997.
Trakten runt Tupãssi består till största delen av jordbruksmark. Runt Tupãssi är det ganska glesbefolkat, med 23 invånare per kvadratkilometer.